# Kdo myslíš, že jsi?
Kdo myslíš, že jsi? nebo také Kdo si myslíte, že jste? (v anglickém originále Who Do You Think You Are?) je britský genealogický dokumentární seriál, který vytvořila produkční společnost Wall to Wall na námět britského producenta Alexe Grahama. V každém z dílů účinkuje nějaká známá osobnost, která s pomocí odborníků pátrá po svých předcích. Stanice BBC odvysílala od roku 2004 do roku 2015 již 12 řad tohoto pořadu, první dvě řady na kanále BBC Two a další na kanále BBC One.
Natáčení jednotlivých dílů probíhá nejen na území Velké Británie, ale také na mnoha dalších místech. Část dílu věnovaného rodičům a příbuzným kontroverzního amerického moderátora Jerryho Springera se v roce 2008 natáčela i v České republice, konkrétně v areálu bývalého židovského ghetta v Terezíně.
Česká televize připravila podle původního formátu BBC vlastní pořad Tajemství rodu, jehož 1. řadu vysílala roku 2013 a 2. řadu roku 2015 na kanále ČT1 v licenci Warner Bros International TV Production. Formát pořadu již dříve převzaly televizní stanice ve Spojených státech amerických, Kanadě, Austrálii, Irsku, Polsku a dalších zemích.
K anglické verzi cyklu vyšlo už několik knih, také ve Spojených státech amerických a v Kanadě, kam byla licence poskytnuta. Jako první v jiném než anglickém jazyce vydala v květnu 2013 knihu Česká televize – v knize Tajemství rodu autorky Petry Braunové je navíc zachycena národní verze cyklu.

## Seznam dílů
| Díl č.                  | Osobnost        | Premiéra           |
| 1. řada (2004)          | 1. řada (2004)  | 1. řada (2004)     |
| ----------------------- | --------------- | ------------------ |
| 1                       | Bill Oddie      | 12. října 2004     |
| 2                       | Amanda Redman   | 19. října 2004     |
| 3                       | Sue Johnston    | 26. října 2004     |
| 4                       | Jeremy Clarkson | 2. listopadu 2004  |
| 5                       | Ian Hislop      | 9. listopadu 2004  |
| 6                       | Moira Stuart    | 16. listopadu 2004 |
| 7                       | David Baddiel   | 23. listopadu 2004 |
| 8                       | Lesley Garrett  | 30. listopadu 2004 |
| 9                       | Meera Syal      | 7. prosince 2004   |
| 10                      | Vic Reeves      | 14. prosince 2004  |
| 2. řada (2006)          |                 |                    |
| 1                       | Jeremy Paxman   | 11. ledna 2006     |
| 2                       | Sheila Hancock  | 18. ledna 2006     |
| 3                       | Stephen Fry     | 25. ledna 2006     |
| 4                       | Julian Clary    | 1. února 2006      |
| 5                       | Jane Horrocks   | 8. února 2006      |
| 6                       | Gurinder Chadha | 14. února 2006     |
| 3. řada (2006)          |                 |                    |
| 1                       | Barbara Windsor | 6. září 2006       |
| 2                       | Robert Lindsay  | 13. září 2006      |
| 3                       | Colin Jackson   | 20. září 2006      |
| 4                       | David Tennant   | 27. září 2006      |
| 5                       | David Dickinson | 4. října 2006      |
| 6                       | Nigella Lawson  | 11. října 2006     |
| 7                       | Jeremy Irons    | 18. října 2006     |
| 8                       | Julia Sawalha   | 25. října 2006     |
| Speciál o adopci (2007) |                 |                    |
| 1                       | Nicky Campbell  | 11. července 2007  |

| Díl č.         | Osobnost                | Premiéra          |
| 4. řada (2007) | 4. řada (2007)          | 4. řada (2007)    |
| -------------- | ----------------------- | ----------------- |
| 1              | Natasha Kaplinsky       | 6. září 2007      |
| 2              | John Hurt               | 13. září 2007     |
| 3              | Griff Rhys Jones        | 20. září 2007     |
| 4              | Carol Vorderman         | 27. září 2007     |
| 5              | Alistair McGowan        | 4. října 2007     |
| 6              | Graham Norton           | 11. října 2007    |
| 7              | Matthew Pinsent         | 18. října 2007    |
| 5. řada (2008) |                         |                   |
| 1              | Patsy Kensit            | 13. srpna 2008    |
| 2              | Boris Johnson           | 20. srpna 2008    |
| 3              | Jerry Springer          | 27. srpna 2008    |
| 4              | Esther Rantzen          | 3. září 2008      |
| 5              | Ainsley Harriott        | 10. září 2008     |
| 6              | David Suchet            | 17. září 2008     |
| 7              | Jodie Kidd              | 24. září 2008     |
| 8              | Laurence Llewelyn-Bowen | 29. září 2008     |
| 6. řada (2009) |                         |                   |
| 1              | Rory Bremner            | 2. února 2009     |
| 2              | Fiona Bruce             | 9. února 2009     |
| 3              | Rick Stein              | 16. února 2009    |
| 4              | Zoë Wanamaker           | 23. února 2009    |
| 5              | Kevin Whately           | 2. března 2009    |
| 6              | Davina McCall           | 15. července 2009 |
| 7              | Chris Moyles            | 22. července 2009 |
| 8              | Kate Humble             | 29. července 2009 |
| 9              | David Mitchell          | 5. srpna 2009     |
| 10             | Kim Cattrall            | 12. srpna 2009    |
| 11             | Martin Freeman          | 19. srpna 2009    |

| Díl č.         | Osobnost            | Premiéra          |
| 7. řada (2010) | 7. řada (2010)      | 7. řada (2010)    |
| -------------- | ------------------- | ----------------- |
| 1              | Bruce Forsyth       | 19. července 2010 |
| 2              | Rupert Everett      | 26. července 2010 |
| 3              | Dervla Kirwan       | 2. srpna 2010     |
| 4              | Monty Don           | 9. srpna 2010     |
| 5              | Rupert Penry-Jones  | 16. srpna 2010    |
| 6              | Alexander Armstrong | 23. srpna 2010    |
| 7              | Jason Donovan       | 30. srpna 2010    |
| 8              | Hugh Quarshie       | 6. září 2010      |
| 9              | Alan Cumming        | 13. září 2010     |
| 8. řada (2011) |                     |                   |
| 1              | June Brown          | 10. srpna 2011    |
| 2              | Joanne Rowlingová   | 17. srpna 2011    |
| 3              | Sebastian Coe       | 24. srpna 2011    |
| 4              | Larry Lamb          | 31. srpna 2011    |
| 5              | Emilia Fox          | 7. září 2011      |
| 6              | Alan Carr           | 14. září 2011     |
| 7              | Robin Gibb          | 21. září 2011     |
| 8              | Richard Madeley     | 28. září 2011     |
| 9              | Len Goodman         | 5. října 2011     |
| 10             | Tracey Eminová      | 12. října 2011    |
| 9. řada (2012) |                     |                   |
| 1              | Samantha Womack     | 15. srpna 2012    |
| 2              | Gregg Wallace       | 22. srpna 2012    |
| 3              | Patrick Stewart     | 29. srpna 2012    |
| 4              | Annie Lennox        | 5. září 2012      |
| 5              | Hugh Dennis         | 12. září 2012     |
| 6              | Alex Kingston       | 19. září 2012     |
| 7              | William Roache      | 26. září 2012     |
| 8              | Celia Imrie         | 10. října 2012    |
| 9              | John Barnes         | 17. října 2012    |
| 10             | John Bishop         | 6. prosince 2012  |

| Díl č.          | Osobnost                                         | Premiéra          |
| 10. řada (2013) | 10. řada (2013)                                  | 10. řada (2013)   |
| --------------- | ------------------------------------------------ | ----------------- |
| 1               | Una Stubbs                                       | 24. července 2013 |
| 2               | Nigel Havers                                     | 31. července 2013 |
| 3               | Minnie Driver                                    | 7. srpna 2013     |
| 4               | Lesley Sharp                                     | 14. srpna 2013    |
| 5               | Gary Lineker                                     | 21. srpna 2013    |
| 6               | Nick Hewer                                       | 28. srpna 2013    |
| 7               | Nitin Ganatra                                    | 4. září 2013      |
| 8               | Sarah Millican                                   | 11. září 2013     |
| 9               | Marianne Faithfull                               | 18. září 2013     |
| 10              | John Simpson                                     | 25. září 2013     |
| 11. řada (2014) |                                                  |                   |
|                 | Who Do They Think They Are?: 10 Years, 100 Shows | 6. srpna 2014     |
| 1               | Julie Waltersová                                 | 7. srpna 2014     |
| 2               | Brian Blessed                                    | 14. srpna 2014    |
| 3               | Tamzin Outhwaite                                 | 21. srpna 2014    |
| 4               | Brendan O'Carroll                                | 28. srpna 2014    |
| 5               | Sheridan Smith                                   | 4. září 2014      |
| 6               | Mary Berry                                       | 11. září 2014     |
| 7               | Martin Shaw                                      | 18. září 2014     |
| 8               | Reggie Yates                                     | 25. září 2014     |
| 9               | Billy Connolly                                   | 2. října 2014     |
| 10              | Twiggy                                           | 9. října 2014     |
| 12. řada (2015) |                                                  |                   |
| 1               | Paul Hollywood                                   | 13. srpna 2015    |
| 2               | Jane Seymourová                                  | 20. srpna 2015    |
| 3               | Derek Jacobi                                     | 27. srpna 2015    |
| 4               | Jerry Hall                                       | 3. září 2015      |
| 5               | Gareth Malone                                    | 10. září 2015     |
| 6               | Anne Reid                                        | 17. září 2015     |
| 7               | Frank Gardner                                    | 24. září 2015     |
| 8               | Anita Rani                                       | 1. října 2015     |
| 9               | Mark Gatiss                                      | 8. října 2015     |
| 10              | Frances de la Tour                               | 22. října 2015    |

## Jiné země
Původní britský formát pořadu BBC převzaly televizní stanice v dalších zemích (v závorce datum premiéry 1. dílu):
- Spojené království – Who Do You Think You Are? (12. října 2004)
  -  Kanada – Who Do You Think You Are? (11. října 2007)
  -  Austrálie – Who Do You Think You Are? (13. ledna 2008)
  -  Irsko – Who Do You Think You Are? (15. září 2008)
  -  Jižní Afrika – Who Do You Think You Are? (31. května 2009)
  -  Spojené státy americké – Who Do You Think You Are? (5. března 2010)
- Polsko – Sekrety rodzinne (12. listopadu 2006)
- Německo – Das Geheimnis meiner Familie (31. března 2008)
- Švédsko – Vem tror du att du är? (24. března 2009)
- Rusko – Моя родословная (18. října 2009)
- Izrael – Mi Ata Hoshev She'ata (4. února 2010)
- Dánsko – Ved du hvem du er? (15. září 2010)
- Nizozemsko – Verborgen verleden (26. září 2010)
- Norsko – Hvem tror du at du er? (2. ledna 2011)
- Finsko – Kuka oikein olet? (9. ledna 2012)
- Česko – Tajemství rodu (9. ledna 2013)
- Portugalsko – Quem É Que Tu Pensas Que És? (15. ledna 2013)